# São Manços (Évora)
São Manços ist eine Kleinstadt und ehemalige Gemeinde in Portugal.

## Geschichte
Funde belegen eine vorgeschichtliche Besiedlung, darunter eine Anta und andere Megalithfunde und Ausgrabungen. Der heutige Ort entstand vermutlich im Zuge der Siedlungspolitik während der Reconquista zwischen dem 8. und 12. Jahrhundert.
Am 29. Dezember 1923 wurde São Manços zur Kleinstadt (Vila) erhoben. Mit der Gebietsreform 2013 wurde die Gemeinde aufgelöst und mit São Vicente do Pigeiro zu einer neuen Gemeinde zusammengefasst.

## Verwaltung
São Manços war eine Gemeinde (Freguesia) im Kreis (Concelho) von Évora, im Distrikt Évora. In ihr lebten 939 Einwohner (Stand 30. Juni 2011).
Im Zuge der kommunalen Neuordnung Portugals nach den Kommunalwahlen am 29. September 2013 wurde die Gemeinde São Manços mit São Vicente do Pigeiro zur neuen Gemeinde União das Freguesias de São Manços e São Vicente do Pigeiro zusammengeschlossen.

## Söhne und Töchter der Gemeinde
- António Livramento (1944–1999), gilt als bester Rollhockeyspieler aller Zeiten